# Bob Welch
Robert Lawrence Welch, detto Bob (Los Angeles, 31 agosto 1945 – Nashville, 7 giugno 2012), è stato un musicista statunitense. La sua canzone più celebre è Sentimental Lady, del 1977.

## Biografia
Noto come membro del gruppo blues rock Fleetwood Mac nel periodo 1971-1974, ha anche pubblicato alcuni album come solista nella seconda metà degli anni '70 e ha collaborato con altri gruppi rock come Paris e Head West.
Nel 2012 si è suicidato all'età di 66 anni con un'arma da fuoco.

## Discografia
Head West
- 1970 - Head West

Fleetwood Mac
- 1971 - Future Games
- 1972 - Bare Trees
- 1973 - Penguin
- 1973 - Mystery to Me
- 1974 - Heroes Are Hard to Find
- 1992 - 25 Years - The Chain (raccolta)

Paris
- 1976 - Paris
- 1976 - Big Towne, 2061

Solista
- 1977 - French Kiss
- 1979 - Three Hearts
- 1979 - The Other One
- 1980 - Man Overboard
- 1981 - Bob Welch
- 1983 - Eye Contact
- 1991 - The Best of Bob Welch
- 1994 - Greatest Hits
- 1999 - Bob Welch Looks at Bop